# Copa Cascadia
La Copa Cascadia (Cascadia Cup en inglés) es el nombre del trofeo creado en 2004 por los partidarios del Portland Timbers, Seattle Sounders y Vancouver Whitecaps, que se otorga cada temporada al mejor equipo de fútbol del noroeste del Pacífico que lleva el nombre de la región de Cascadia.
Su primera edición fue en el mismo 2004, en la cual salió victorioso el Vancouver Whitecaps. En 2011 la competencia continuó con la actual Major League Soccer (MLS).

## Historia
En el año 2004, organizaciones simpatizantes con el Seattle Sounders, Portland Timbers y Vancouver Whitecaps, patrocinaron la creación de una copa de plata de 2 pies de alto para que se entregara anualmente a uno de los tres clubes rivales que terminara con el mejor récord en la temporada. Desde el 2004 hasta el 2006, la competencia Copa Cascadia incluyó todos los encuentros programados de la A-League y más tarde de la USL 1st Division entre Seattle Sounders, Portland Timbers y Vancouver Whitecaps.
En el año 2007, el Virginia Beach Mariners abandonó la USL 1st Division. El resultado fue una desequilibrada programación de encuentros por lo que se decidió ajustar el formato de la Copa Cascadia para dicha temporada. Los simpatizantes de todos los tres equipos de Cascadia dieron el visto bueno para que sólo la última fecha de local y la última fecha de visita entre los equipos constituyentes cuenten para decidir el equipo ganador de la Copa.
En el año 2008 los cambios efectuados para la competencia del 2007 fueron revertidos. La Copa Cascadia una vez más incluyó todos los encuentros programados de la USL 1st Division entre los tres rivales.
En los años 2009 y 2010, fue anunciada la llegada del Seattle Sounders a la MLS. Los partidarios del Timbers y Whitecaps decidieron continuar con la Copa Cascadia sin la presencia del Sounders por dos años mientras jugaban en la USL. Portland fue galardonado con la Copa por primera vez en el 2009 así como en el 2010, saliendo victorioso consecutivamente.
La temporada 2011 de la MLS marcó la primera vez desde 2008 en la que todos los tres equipos estarían en la misma liga. Seattle se hizo con su tercer título al proclamarse imbatido en los partidos de la Copa Cascadia.
Para la temporada 2012 de la MLS, la liga tuvo una programación desequilibrada de encuentros. Como resultado, cada equipo jugaría contra los otros dos clubes de Cascadia tres veces cada quien. Portland tuvo cuatro juegos en condición de local mientras que Vancouver y Seattle tuvieron tres y dos respectivamente. A pesar de la desequilibrada programación de partidos en condición de local y de visita, los tres grupos de aficionados acordaron contar con todos los encuentros de la MLS para la competencia. Portland se coronó campeón en Vancouver el 21 de octubre de 2012 en su único partido en condición de visita de la temporada. Fue la tercera vez del Timbers en hacerse con la copa y la primera con la presencia del Sounders.
Por la temporada 2020 de la MLS y por la MLS is Back Tournament, la 'Cascadia Cup Council' decidió que no se entregaría trofeo alguno ya que los partidos de ese mismo año se jugaron sin asistencia de aficionados.

### Disputa por la Trademark
En diciembre de 2012, la MLS presentó una demanda de marca por los derechos del nombre 'Cascadia Cup'. Esto causó una reacción inmediata por parte de los tres principales grupos partidarios que crearon la competencia original y los impulsó a formar una entidad legal llamada 'Cascadia Cup Council', con el único propósito de obtener y retener los derechos legales del nombre 'Cascadia Cup'. Comunicados por parte de la MLS indicaron que su plan con la marca era un intento altruista de proteger la Copa Cascadia del abuso de terceros, una demanda que fue cuestionada por los grupos aficionados organizadores de certámenes. Estos mismos grupos tuvieron posteriormente discusiones con las cabezas de la MLS en el intento de resolver el problema, y en julio de 2013, ambas, la MLS y los grupos aficionados anunciaron un acuerdo en el cual el Consejo se haría con los derechos de la marca y no habría monetización sin el acuerdo de todos los grupos de interés.

## Puntaje
El campeón anual es nombrado con base en los siguientes criterios, en orden:
- Máxima cantidad de puntos alcanzados en todos los encuentros de la Copa Cascadia.
- Máxima cantidad de puntos alcanzados entre equipos empatados en puntos.
- Máxima diferencia en goles, en encuentros entre los equipos empatados en puntos.
- Máximo número de goles anotados en encuentros entre los equipos empatados en puntos.
- Re aplicar los previos tres criterios si dos o más equipos siguen empatados en puntos.
- Máxima diferencia en goles en todos los encuentros de la Copa Cascadia.
- Máximo número de goles anotados en todos los encuentros de la Copa Cascadia.
- Mínimo número de puntos disciplinarios en todos los encuentros de la Copa Cascadia (Amarilla = 1 punto, Roja = 2 puntos).

## Temporadas previas
| Equipo    | Total de copas ganadas | era MLS |
| --------- | ---------------------- | ------- |
| Seattle   | 7                      | 5       |
| Vancouver | 6                      | 3       |
| Portland  | 4                      | 2       |

### Resultados año a año[20]

#### Era USL
| Equipo              | Ptos | PJ | PG | PP | PE | GF | GC | DG |
| ------------------- | ---- | -- | -- | -- | -- | -- | -- | -- |
| Vancouver Whitecaps | 13   | 8  | 4  | 3  | 1  | 7  | 6  | +1 |
| Portland Timbers    | 12   | 8  | 4  | 4  | 0  | 10 | 11 | −1 |
| Seattle Sounders    | 10   | 8  | 3  | 4  | 1  | 9  | 9  | 0  |

| Equipo              | Ptos | PJ | PG | PP | PE | GF | GC | DG |
| ------------------- | ---- | -- | -- | -- | -- | -- | -- | -- |
| Vancouver Whitecaps | 12   | 8  | 2  | 0  | 6  | 10 | 5  | +5 |
| Portland Timbers    | 9    | 8  | 2  | 3  | 3  | 10 | 15 | −5 |
| Seattle Sounders    | 8    | 8  | 1  | 2  | 5  | 7  | 7  | 0  |

| Equipo              | Ptos | PJ | PG | PP | PE | GF | GC | DG |
| ------------------- | ---- | -- | -- | -- | -- | -- | -- | -- |
| Seattle Sounders    | 14   | 8  | 4  | 2  | 2  | 13 | 10 | +3 |
| Vancouver Whitecaps | 12   | 8  | 3  | 2  | 3  | 10 | 8  | +2 |
| Portland Timbers    | 6    | 8  | 1  | 4  | 3  | 6  | 11 | −5 |

| Equipo              | Ptos | PJ | PG | PP | PE | GF | GC | DG |
| ------------------- | ---- | -- | -- | -- | -- | -- | -- | -- |
| Seattle Sounders    | 8    | 4  | 2  | 0  | 2  | 7  | 4  | +3 |
| Vancouver Whitecaps | 3    | 4  | 0  | 1  | 3  | 2  | 3  | −1 |
| Portland Timbers    | 3    | 4  | 0  | 1  | 3  | 2  | 4  | −2 |

| Equipo              | Ptos | PJ | PG | PP | PE | GF | GC | DG |
| ------------------- | ---- | -- | -- | -- | -- | -- | -- | -- |
| Vancouver Whitecaps | 13   | 6  | 4  | 1  | 1  | 9  | 6  | +3 |
| Seattle Sounders    | 8    | 6  | 2  | 2  | 2  | 5  | 5  | 0  |
| Portland Timbers    | 4    | 6  | 1  | 4  | 1  | 4  | 7  | −3 |

#### División de la USL/MLS (Seattle ausente)
| Equipo              | Ptos | PJ | PG | PP | PE | GF | GC | DG |
| ------------------- | ---- | -- | -- | -- | -- | -- | -- | -- |
| Portland Timbers    | 6    | 3  | 2  | 1  | 0  | 3  | 1  | +2 |
| Vancouver Whitecaps | 3    | 3  | 1  | 2  | 0  | 1  | 3  | −2 |

| Equipo              | Ptos | PJ | PG | PP | PE | GF | GC | DG |
| ------------------- | ---- | -- | -- | -- | -- | -- | -- | -- |
| Portland Timbers    | 8    | 4  | 2  | 0  | 2  | 6  | 4  | +2 |
| Vancouver Whitecaps | 2    | 4  | 0  | 2  | 2  | 4  | 6  | −2 |

#### Major League Soccer

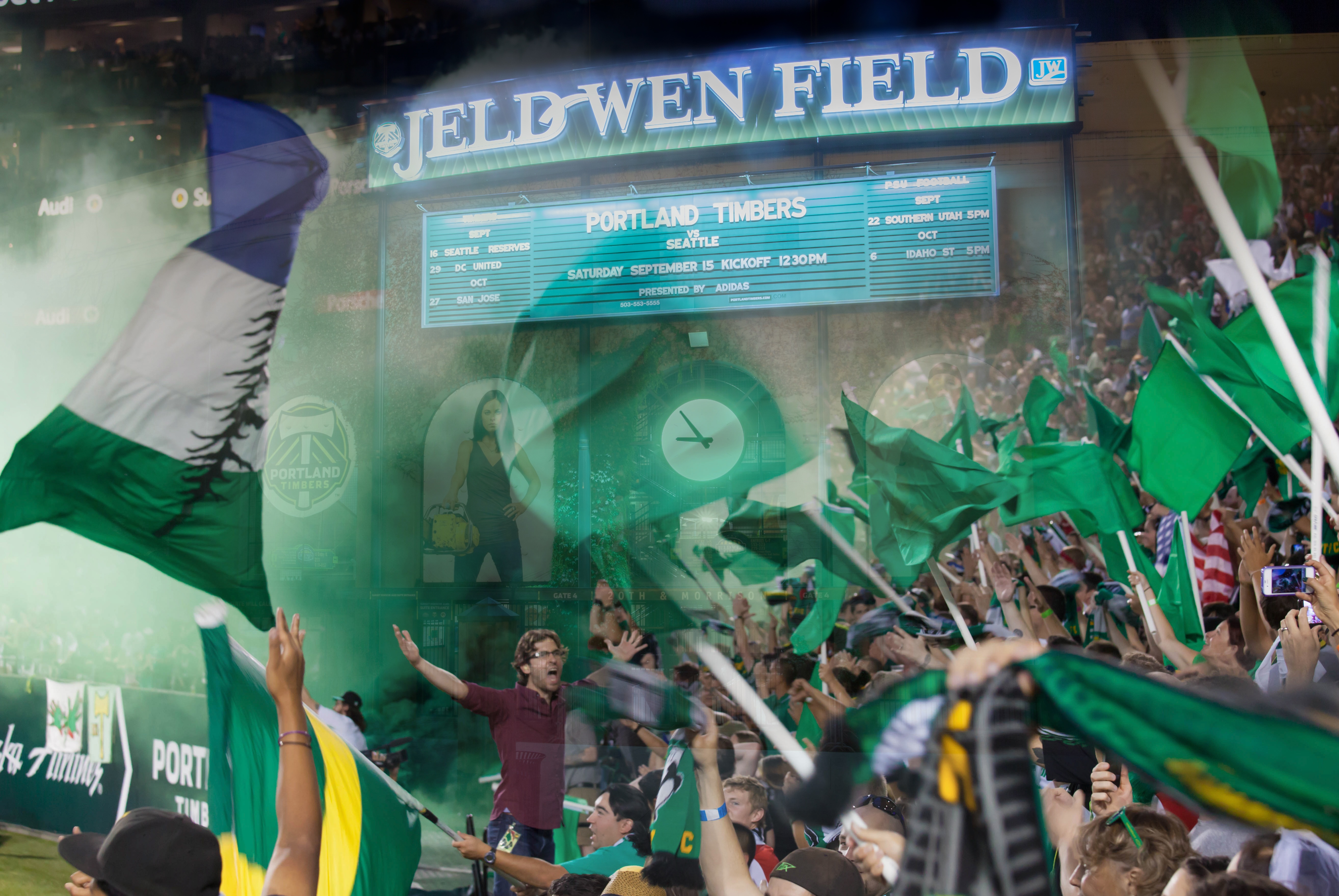
Montaje de los aficionados del Portland

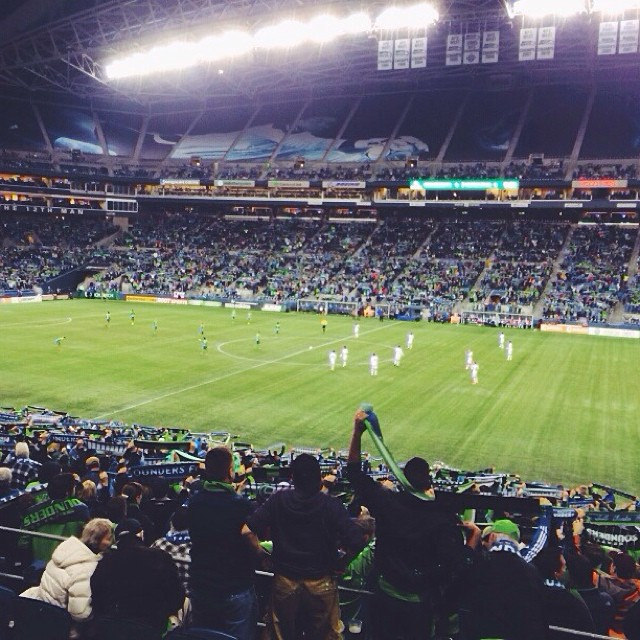
Copa Cascadia en el CenturyLink Field

| Equipo                 | Ptos | PJ | PG | PP | PE | GF | GC | DG |
| ---------------------- | ---- | -- | -- | -- | -- | -- | -- | -- |
| Seattle Sounders FC    | 8    | 4  | 2  | 0  | 2  | 9  | 6  | +3 |
| Portland Timbers       | 7    | 4  | 2  | 1  | 1  | 6  | 5  | +1 |
| Vancouver Whitecaps FC | 1    | 4  | 0  | 3  | 1  | 4  | 8  | −4 |

| Equipo                 | Ptos | PJ | PG | PP | PE | GF | GC | DG |
| ---------------------- | ---- | -- | -- | -- | -- | -- | -- | -- |
| Portland Timbers       | 11   | 6  | 3  | 1  | 2  | 7  | 7  | 0  |
| Seattle Sounders FC    | 9    | 6  | 2  | 1  | 3  | 9  | 5  | +4 |
| Vancouver Whitecaps FC | 3    | 6  | 0  | 3  | 3  | 4  | 8  | −4 |

| Equipo                 | Ptos | PJ | PG | PP | PE | GF | GC | DG |
| ---------------------- | ---- | -- | -- | -- | -- | -- | -- | -- |
| Vancouver Whitecaps FC | 9    | 6  | 2  | 1  | 3  | 13 | 9  | +4 |
| Portland Timbers       | 7    | 6  | 1  | 1  | 4  | 7  | 7  | 0  |
| Seattle Sounders FC    | 7    | 6  | 2  | 3  | 1  | 6  | 10 | −4 |

| Equipo                 | Ptos | PJ | PG | PP | PE | GF | GC | DG |
| ---------------------- | ---- | -- | -- | -- | -- | -- | -- | -- |
| Vancouver Whitecaps FC | 10   | 6  | 3  | 2  | 1  | 8  | 11 | −3 |
| Seattle Sounders FC    | 8    | 6  | 2  | 2  | 2  | 12 | 10 | +2 |
| Portland Timbers       | 7    | 6  | 2  | 3  | 1  | 15 | 14 | +1 |

| Equipo                 | Ptos | PJ | PG | PP | PE | GF | GC | DG |
| ---------------------- | ---- | -- | -- | -- | -- | -- | -- | -- |
| Seattle Sounders FC    | 12   | 6  | 4  | 2  | 0  | 9  | 8  | +1 |
| Vancouver Whitecaps FC | 8    | 6  | 2  | 2  | 2  | 6  | 7  | −1 |
| Portland Timbers       | 5    | 6  | 1  | 3  | 2  | 7  | 7  | 0  |

| Equipo                 | Ptos | PJ | PG | PP | PE | GF | GC | DG |
| ---------------------- | ---- | -- | -- | -- | -- | -- | -- | -- |
| Vancouver Whitecaps FC | 9    | 6  | 3  | 3  | 0  | 11 | 10 | +1 |
| Portland Timbers       | 9    | 6  | 3  | 3  | 0  | 14 | 14 | 0  |
| Seattle Sounders FC    | 9    | 6  | 3  | 3  | 0  | 10 | 11 | -1 |

| Equipo                 | Ptos | PJ | PG | PP | PE | GF | GC | DG |
| ---------------------- | ---- | -- | -- | -- | -- | -- | -- | -- |
| Portland Timbers       | 11   | 6  | 3  | 1  | 2  | 8  | 6  | +2 |
| Seattle Sounders FC    | 9    | 6  | 2  | 1  | 3  | 8  | 5  | +3 |
| Vancouver Whitecaps FC | 4    | 6  | 1  | 4  | 1  | 6  | 11 | -5 |

| Equipo                 | Ptos | PJ | PG | PP | PE | GF | GC | DG |
| ---------------------- | ---- | -- | -- | -- | -- | -- | -- | -- |
| Seattle Sounders FC    | 9    | 4  | 3  | 1  | 0  | 7  | 4  | +3 |
| Vancouver Whitecaps FC | 6    | 4  | 2  | 2  | 0  | 5  | 1  | -1 |
| Portland Timbers       | 3    | 4  | 1  | 3  | 0  | 5  | 7  | -2 |

| Equipo                 | Ptos | PJ | PG | PP | PE | GF | GC | DG |
| ---------------------- | ---- | -- | -- | -- | -- | -- | -- | -- |
| Seattle Sounders FC    | 7    | 4  | 2  | 1  | 1  | 4  | 3  | +1 |
| Portland Timbers       | 6    | 4  | 2  | 2  | 0  | 6  | 5  | +1 |
| Vancouver Whitecaps FC | 4    | 4  | 1  | 2  | 1  | 2  | 4  | -2 |

| Equipo                 | Ptos | PJ | PG | PP | PE | GF | GC | DG |
| ---------------------- | ---- | -- | -- | -- | -- | -- | -- | -- |
| Seattle Sounders FC    | 7    | 4  | 2  | 1  | 1  | 11 | 6  | +5 |
| Portland Timbers       | 6    | 4  | 2  | 2  | 0  | 7  | 9  | -2 |
| Vancouver Whitecaps FC | 4    | 4  | 1  | 2  | 1  | 5  | 8  | -3 |